# Muntanya de Cugul
La Muntanya de Cugul és una muntanya de 538 metres que es troba al municipi de Sant Aniol de Finestres, a la comarca catalana de la Garrotxa.